# Thoury
Thoury är en kommun i departementet Loir-et-Cher i regionen Centre-Val de Loire i de centrala delarna av Frankrike. Kommunen ligger i kantonen Neung-sur-Beuvron som tillhör arrondissementet Romorantin-Lanthenay. År 2022 hade Thoury 425 invånare.

## Befolkningsutveckling
Antalet invånare i kommunen Thoury
| Referens: INSEE |